# Christopher Gibbons

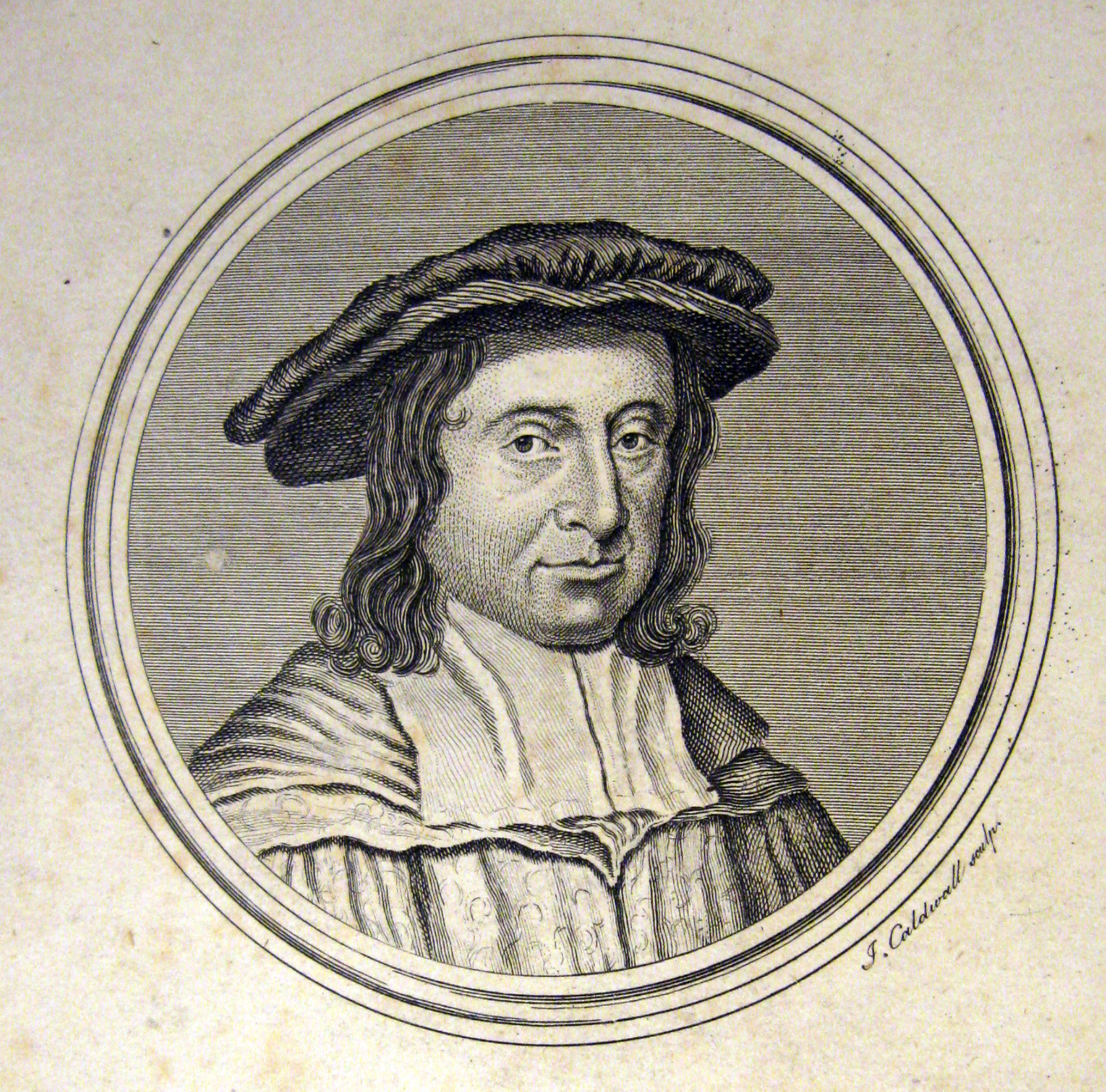
Christopher Gibbons

Christopher Gibbons (getauft am 22. August 1615 in London; † 20. Oktober 1676 ebenda) war ein englischer Organist und Komponist.
Christopher Gibbons, der Sohn des englischen Komponisten Orlando Gibbons, wurde im Alter von elf Jahren Vollwaise und durch seinen Onkel Edward Gibbons (1568–1650), der Chorleiter am King’s College in Cambridge war, aufgenommen. Ab 1638 wirkte er zunächst an der Kathedrale von Winchester als Organist, bevor er vom Jahr 1660 an als Nachfolger seines Vaters dieses Amt auch in der Chapel Royal und der Westminster Abbey bekleidete.
Von ihm sind einige Anthems für den kirchlichen Gebrauch, aber auch mehrere Fantasien für Streicher erhalten.